# ФК ЛСК Лаћарак
ФК ЛСК Лаћарак (Лаћарачки спортски клуб) је фудбалски клуб из Лаћарка, Србија, и тренутно се такмичи у Војвођанској фудбалској лиги "Југ", четвртом такмичарском нивоу српског фудбала. Клуб је основан 1928. године. Боје клуба су зелена и бела.

## Новији резултати
| Сезона   | Ранг | Лига                  | Позиција | ИГ | Д  | Н  | П  | ГД | ГП | ГР  | Бод | Куп                  |
| -------- | ---- | --------------------- | -------- | -- | -- | -- | -- | -- | -- | --- | --- | -------------------- |
| 2009/10. | 5    | ПФЛ Сремска Митровица | 12.      | 30 | 10 | 8  | 12 | 32 | 44 | -12 | 38  | Није се квалификовао |
| 2010/11. | 5    | ПФЛ Сремска Митровица | 8.       | 30 | 11 | 10 | 9  | 46 | 34 | +12 | 43  | Није се квалификовао |
| 2011/12. | 5    | ПФЛ Сремска Митровица | 10.      | 30 | 12 | 4  | 14 | 45 | 41 | +4  | 40  | Није се квалификовао |
| 2012/13. | 5    | ПФЛ Сремска Митровица | 3        | 30 | 14 | 8  | 8  | 51 | 35 | +16 | 50  | Није се квалификовао |